# 高步青
高步青（1880年—1944年），字云阶，山西代县人，中华民国政治及军事人物、书法家。

## 生平
光绪三十年（1904年）第243名貢士，未殿試，授直隶宁海知县。辛亥后回乡，中华民国成立后，任山西都督府军法处长，授陆军中将衔，后任造币长厂长，1931年底任山西省银行总理。
抗日战争爆发初期，曾任日本控制下的山西省临时政府筹备委员会委员长。抗日战争胜利前病故。

## 书法
高步青工行书。

## 家庭
高步青有女儿高荷卿；高荷卿女兒刘茜，在1936年黄克功事件中被殺。